# Pico's School
Pico's School är ett point-and-click-datorspel utvecklat av Tom Fulp, lanserat 1999. Spelet är baserat på Columbinemassakern och är en visuell novell som följer huvudkaraktären Pico, en ung pojke som försöker rädda sina klasskamrater från en grupp fiender. Handlingen utspelar sig i en skola och involverar inslag av humor, action och mörka teman.
Spelet kännetecknas av sin pixelkonst och enkel, men engagerande, gameplay. Spelaren navigerar genom olika rum, interagerar med karaktärer och löser pussel för att avvärja hotet. Pico's School har blivit en kultklassiker inom indie-spelgemenskapen och inspirerat flera uppföljare och spin-off-projekt.
Spelet är också känt för sina referenser till popkultur och andra spel, vilket har bidragit till dess popularitet och långvariga arv inom indie-spelvärlden.